# Louis Antoine François de Paule Des Balbes de Berton de Crillon
Louis Antoine François de Paule Des Balbes de Berton de Crillon, hertig de Mahon, född 1775, död 1832, var en spansk militär. Han var son till Louis Des Balbes de Berton de Crillon, hertig de Mahon, och halvbror till François Félix Dorothée Des Balbes de Berton de Crillon.
I spanska armén deltog Crillon i fälttågen mot Frankrike 1793–1794, tillfångatogs men frisläpptes, då hans far uttalat sig för ett förbund mellan Frankrike och Spanien. Han var därefter guvernör för de baskiska provinserna. 1808 varnade Crillon förgäves Ferdinand VII för att resa till Bayonne men slöt sig efter dennes störtande till Josef Bonaparte, och utnämndes till generallöjtnant. Efter Ferdinands återkomst måste han fly till Frankrike.